# 白鳥ふれあい創造館
白鳥ふれあい創造館（しろとりふれあいそうぞうかん）は、岐阜県郡上市にある公共施設。

## 概要
市民の交流並びに生涯学習の推進及び福祉の振興を図るための施設であり、公民館（白鳥公民館）、図書館（郡上市図書館本館）などの機能を併せ持つ施設である。
郡上郡白鳥町により、1994年（平成6年）4月2日に白鳥町ふれあい創造館として開館。2004年（平成16年）3月1日に白鳥町を含む郡上郡の7町村合併で郡上市が発足により、白鳥ふれあい創造館に改称する。

## 施設概要
3階
- 創作実習室
- 調理実習室
- 練習室
- 視聴覚室

2階
- 研修室
- 情報活動室
- 相談室
- ふれあい学習室
- まちづくり研修室
- 福祉交流室
- 交流ホール
- ラウンジ

1階
- 郡上市図書館本館
- 子どもの部屋
- 創作実習室
- 作法実習室（和室）
- 高齢者活動室（和室）
- ロビー

## 利用案内
- 所在地：岐阜県郡上市白鳥町白鳥359番地26
- 開館時間：9:00 - 22:00[3]
- 休館日：毎月第3日曜日、年末年始（12月28日 - 1月3日）[3]

## 交通アクセス
- 長良川鉄道越美南線 美濃白鳥駅下車、徒歩で約5分。

## 周辺施設
- 美濃白鳥駅
- 白鳥郵便局
- 岐阜県立郡上北高等学校